# Hey You, I Love Your Soul
Hey You, I Love Your Soul — другий студійний альбом гурту Skillet, який грає у стилі християнський рок. Випущений у 1998 році на лейблах Forefront Records і Ardent Records.

## Список композицій
| #     | Назва                        | Тривалість |
| ----- | ---------------------------- | ---------- |
| 1.    | «Hey You, I Love Your Soul»  | 2:59       |
| 2.    | «Deeper»                     | 3:48       |
| 3.    | «Locked in a Cage»           | 3:55       |
| 4.    | «Your Love (Keeps Me Alive)» | 3:56       |
| 5.    | «More Faithful»              | 3:45       |
| 6.    | «Pour»                       | 4:19       |
| 7.    | «Suspended in You»           | 3:09       |
| 8.    | «Take»                       | 4:13       |
| 9.    | «Coming Down»                | 5:07       |
| 10.   | «Whirlwind»                  | 4:02       |
| 11.   | «Dive Over In»               | 3:43       |
| 12.   | «Scarecrow»                  | 4:17       |
| 47:07 |                              |            |

## Учасники групи
- Джон Купер (John L. Cooper) — Вокал, Бас-гітара, клавіші
- Трей МакКларкін (Trey McClurckin) — Барабани, Бек-вокал
- Кен Стюорт (Ken Stewart) — гітара, Бек-вокал, синтезаторна гітара